# Мюльгайм-ан-дер-Донау

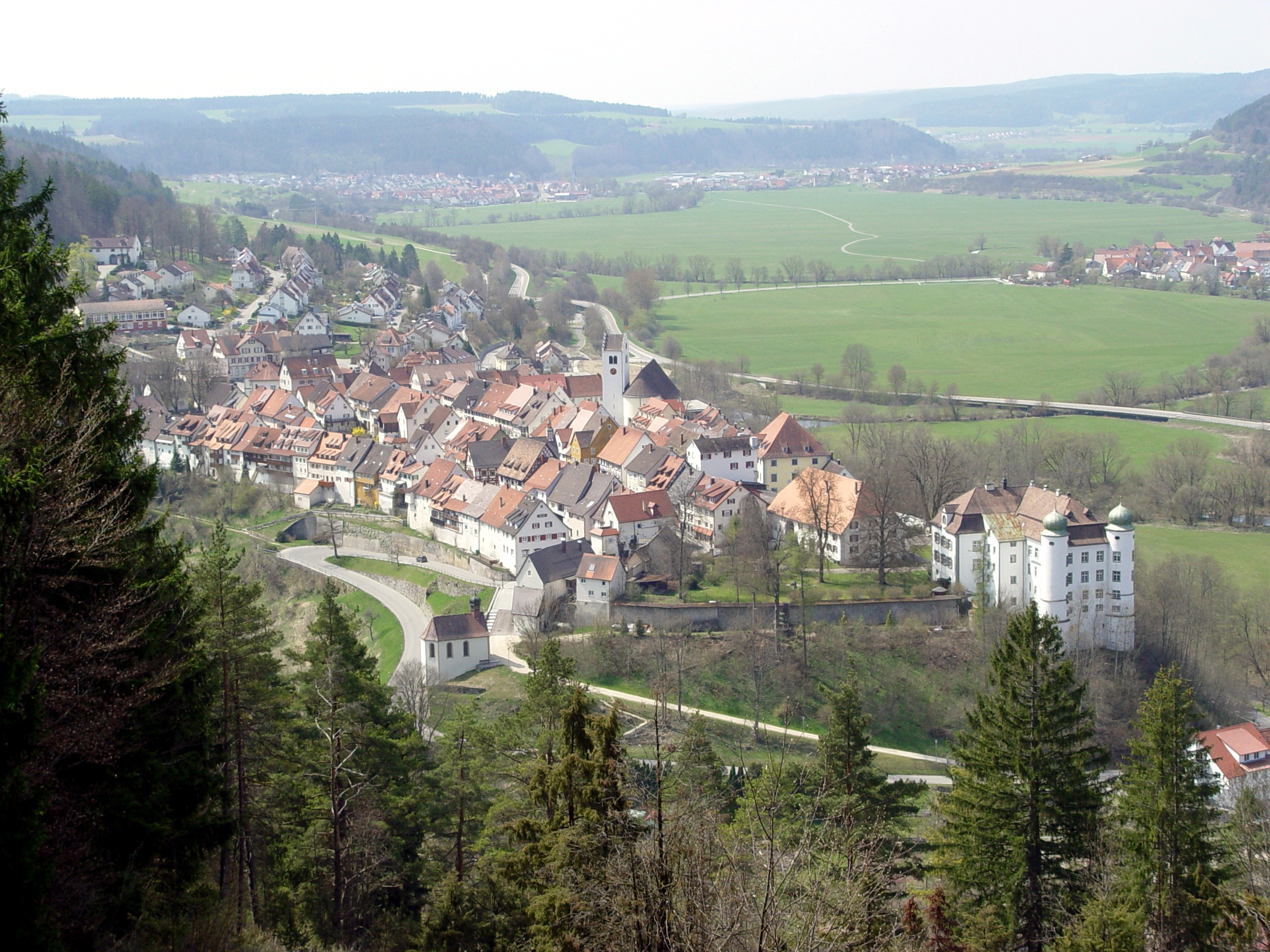
Мюльгайм

Мюльгайм-ан-дер-Донау - місто в окрузі Тутлінґен у Баден-Вюртемберзі, Німеччина. Воно розташоване на Дунаї, 7 км на північний схід від Тутлінґена.

## Історія
Хоча сьогодні найбільша частина міста знаходиться на правому березі Дунаю, місто Мюльгайм було засноване на лівому березі, де і розміщена стара частина міста. Там джерело забезпечує достатню кількість води цілий рік для роботи водяних млинів. Є дані, що водяні млини тут будували ще за часів Римської імперії. Від цього і назва міста Мюльгайм - Млинів, Млинове поселення. Старий торговий шлях від Боденського озера перетинав тут річку, і від броду на Mühlheim продовжувався на  Альбфорлянд після Ротвайля.</br> Перша документальна згадка про місто датується 843 роком.

## Пам'ятки
Готична мерія, обрамлена деревом, входить до списку історичних пам’яток з 1928 року. Найбільш ранні відомі письмові згадки датуються 1512 роком, але романська каплиця вважається збудованою приблизно з 1200 року.
Вперше замок був побудований близько 1200 року і був реконструйований у теперішньому вигляді в середині 18 століття.
Відома також кладовищна церква Мюльгайма. Частини споруди романські та датуються 10-11 століттями. В інтер’єрі є фрески XIV-XV століть.
З жовтої скелі відкривається фантастичний вид на звивисту долину Дунаю.

## Зовнішні посилання
- ((нім.)) віртуальна мандрівка містом